# مرسيدس ريتشاردز
مرسيدس ريتشاردز (بالإنجليزية: Mercedes Richards)‏ هي عالمة فلك جامايكية، ولدت في 14 مايو 1955 في كينغستون في جامايكا، وتوفيت في 3 فبراير 2016 في هرشي في الولايات المتحدة.